# Гатика, Малу
Мария де ла Лус Энрикьета Гатика Бойсиер, более известная как Малу Гатика (исп. María de la Luz Enriqueta Gatica Boisier, mas conocido como Malú Gatica) (15 января 1922, Пурен, Чили — 10 августа 1997, Сантьяго, Чили) — мексиканская и чилийская актриса театра и кино и певица.

## Биография
Родилась 15 января 1922 года в Пурене в семье Агустина Роберто Гатики Родригес (1891—1941), журналиста и Леонии Боисер Бесьерер (1896—1985), также имела брата и сестру. Брат — Хорхе Вото-Берналес Корпанчо (1911—2008), сестра — Хуана Паулина Леониия Гатика Боисер (1919—2009).

### Ранние годы и учёба
Во времена средней школы, актриса переехала вместе с родителями, братом и сестрой в Сантьяго. Однако у её родителей былш разлад супружеских отношений из-за постоянных измен её папы и ужасных отношений её бабушки и дедушки по отцовской линии с его матерью Леонией, которые называли её неприличными словами. Из-за разочарования однажды её мама призналась своей дочери, что было большой ошибкой её рождение на свет. Мама вместе со своими двумя дочерьми решила уйти от мужа и вернуться в свой родной очаг в Пурене. «Моя мать всегда подвергалась унижениям» — заявила в защиту своей матери в 1997 году актриса незадолго до своей смерти.
Будущая актриса в ранние годы жила в особняке Буазье на территории Эль Фортин, основанной в 1918 году и принадлежавшей его бабушке и дедушке по материнской линии Жозефу и Полине.
В 1928 году родители будущей актрисы вновь помирились и она вместе с родителями и сестрой переехала в Нью-Йорк из-за работы отца в Национальной радиовещательной компании (NBC), которая утвердила его на должность редактора новостей на испанском языке. Семья проживала в роскошной квартире на Манхэттене. Будущая актриса закончила начальную и среднюю школу в Новой школе социальных исследований в Нижнем Манхэттене, учреждении, где она изучала музыку и рисование.
Первые композиционные влияния будущая актриса получила от своей мамы и находился под присмотром гувернантки французского происхождения. В то время её мама и сестра Полина работали волонтером в Красном Кресте, в своей резиденции он получил североамериканское влияние от Грейс, своей няни африканского происхождения, которая научила его спиричуэлсу и блюзу и дала ему его первый музыкальный репертуар.
"Вскоре я понял, что алгебра, химия и физика не дадут мне того, чего я хотел в жизни. «Поэтому я попросил отца купить мне гитару, потому что я хотел петь». Фрагмент интервью с Малу Гатикой — Журнал «Аналитика», 1992.
В 1938 году она представила свой первый репертуар на NBC благодаря усилиям своего отца и заключила контракт до 1939 года. В 1939 году она встретила музыкальную группу Los Cuatro Huasos на Всемирной выставке в Нью-Йорке, которая позволила ей спеть с музыкальной группой в Мэдисон-Сквер-Гарден. Учитывая её интерес к исполнительскому искусству, будущая актриса подала заявление в одну из самых престижных школ североамериканской страны, Академию драматического искусства Карнеги-холл, где её выбрали среди шестисот претендентов, но поступок её папы привёл к тому, что будущая актриса была вынуждена вернуться в Чили. Эта ситуация привела к окончательному разводу её родителей по причине поступка папы с его дочерью, а также его постоянных измен и богемной жизни.

### Актёрская карьера

#### 1940-59: Становление карьеры актрисы и начало
В 1940 году будущая актриса вернулась на родину в Чили вместе со своей матерью Леонией и сестрой Паулиной и получил приглашение от Radio Agricultura, которое предложило ей контракт на исполнение болеро и блюза на английском языке, и, прежде всего, за его преждевременное участие в NBC и на Всемирной выставке в Нью-Йорке. Будущая актриса получила признание на радио с оркестром Висенте Бьянки и сталам художницей-проектировщицей. Позже она поступила в Школу изящных искусств Чилийского университета, но отказался от художественных занятий. Её папа, Роберто Гатика, вернулся в Чили в 1941 году и скончался от пневмонии. Под присмотром своей матери, будущая актриса приняла предложение продюсера Пабло Петровича поработать в фильме «Вердехо потребляет миллион» (1941) итальянского режиссёра Эудженио де Лигуоро, что ознаменовало дебют в кино. В фильме он исполнил «Песню ночи», которую RCA Victor записала с актрисой вместе с оркестром и была продана тысячами копий. Её второй фильм «Вердехо правит в Виллафлоре» (1942) вместе с Эухенио Ретесом широко прошёл в кинотеатрах — его посмотрели миллионы зрителей. Учитывая популярность, актриса получил приглашение от аргентинской звукозаписывающей компании для записи различных синглов из фильма. В 1943 году американский актёр и режиссёр Орсон Уэллс вместе с представителем RKO Pictures поселились в резиденции Гатики в Сантьяго. Уэллс и сама актриса посетили спектакль Аны Гонсалес. Всего актриса за всю свою кинокарьеру снялась в 23 работах в кино и телесериалах.
В 1943 году актриса переехала в Аргентину со своей матерью на время учёбы в Консерватории музыки и исполнительских искусств Кунила Кабанелласа в Буэнос-Айресе, после окончания учёбы вернулась в Чили. «Я надолго отложила своё увлечение театром, это была одна из тех давних мечтаний», — заявила актриса в 1992 году. В период с 1943 по 1944 год актриса снималась в двух фильмах; «Семь женщин» (1943) Бенито Перохо и «Бездна открывается» (1944) Пьера Шеналя, а также она работал в двух театральных труппах музыкальной комедии вместе с Пьером Шеналем и Сильвией Легран. Актриса также работала на Radio El Mundo. Удивительно, но ей позвонил из Бразилии художественный руководитель Касино Копакабана, чтобы та сменила американскую актрису Кэрол Брюн в музыкальной комедии, которая будет показана перед отправкой американских войск на Вторую мировую войну, что она и сделала. Выступление актрисы было широко отмечено, что позволило ей поселиться в Рио-де-Жанейро и три месяца работать в жанре музыкальной комедии в различных театрах Бразилии.
В 1945 году актриса получила приглашение от владельца эксклюзивного отеля «Реформа» в Мексике и жила в Мехико, где работала певицей шоу и радио вплоть до 1947 года. В 1946 году Мадлен Озере, французская актриса и жена французского актёра Луи Жуве, поселилась вместе со своей театральной труппой в отеле Мехико и встретила актрису, когда она выступала на сцене в спектакле «Зал шампанского». Озерай, увидев, как играет актриса, пригласил её заменить больную актрису в четырёх французских постановках в Театре дель Паласио изящных искусств, что привело к резкому повышению популярности её как театральной актрисы. Позже актриса начала карьеру в мексиканском театре.
Находясь в Мехико, с 1947 по 1949 годы, актриса начала сниматься в фильмах под руководством известных режиссёров; «Восемь мужчин и женщина» Хулиана Солера, «Любить значит жить» Хуана Хосе Ортеги, «Странная одержимость» Хосе Диаса, «Принц пустыни» Фернандо А. Риверо, «Настоящий джентльмен» Мигеля М. Дельгадо, «Те, кто вернулся» Алехандро Галиндо и Женатый дом хочет от Хильберто Мартинеса Солареса.
В 1950 году актриса подписала контракт в Голливуде и переехала в США, при этом разрываясь между Аргентиной и Мексикой. В Голливуде актриса снималась с такими звёздами как: Жа Жа Габор, Марлен Дитрих, Орсон Уэллс и другими. В то время американские газеты отмечали, что «Южноамериканская сенсация — чилийка Малу Гатика, чья красота и голос всегда становятся новостями в художественной сфере». В 1959 году снялась в мексиканском телесериале Цена небес.

#### 1960-79: Возвращение в Чили
Актриса в 1963 году вернулась в Чили и подписала контракт с Корпорацией телевидения Папского католического университета. Вместе с Эмилио Гаете она снялась в телеспектакле «Оранжерея» по мотивам «Спящего льва» Грэма Грина и в первой ежедневной художественной программе «Esta es mi familia».

#### 1980-97: Постепенный закат актёрской карьеры
В период с 1980-е по 1990-е годы, актриса снималась всё меньше и меньше. В 1988 году актриса записала кассету «Ради любви, любви», в которую вошли такие песни, как Радуйся, Мария в носу и Сентябрьская песня.

### Последние годы жизни
В последние годы жизни (с 1988 по 1997 гг.) актриса страдала раком желудка.
Скончалась 10 августа 1997 года в своем доме в Витакуре, Сантьяго от рака желудка.
Прощание с актрисой состоялось 11 августа 1997 года в приходе Санта-Мария-де-лас-Кондес в окружение своей семьи, друзей и ближайшего творческого круга, после чего актриса была кремирована. Последним желанием актрисы было, чтобы её прах развеяли на площади её родного города или в «Эль-Фортине» (защитном форте, созданном испанцами в XIX веке), где, по её словам, она была очень счастлива в детстве. Её единственный сын Леон исполнил желание своей мамы на холмах Форта.
12 августа 1997 года Палата депутатов Чили почтила память актрисы минутой молчания.

## Личная жизнь
Малу Гатика была дважды замужем, при этом официально она вступила в брак лишь однажды.
- Первым гражданским мужем актрисы был мексиканский актёр Густаво Рохо (1923—2017). Гражданский брак существовал всё время, пока актриса находилась в Мексике.
- Вторым и единственным официальным супругом актрисы являлся Юджин Фелл, военный атташе США при посольстве Мексики. В этом браке родился один единственный сын Леон. Благодаря тому, что актриса вышла замуж за высокопоставленного чиновника, она была удостоена льготной пенсии от правительства президента Патрисио Эйлвина Асокара.

## Награды и премии
В течение всей своей кинокарьеры, актриса была удостоена ряда наград и премий не только за кинематографию:
- 1987 — Laurel de Oro
- 1988 —
  - Награда за лучшую женскую роль в фильме Макс-Фактор
  - Премия Самая выдающаяся женщина от Ассоциации деловых и профессиональных женщин Чили.
- 1991 — Премия APES за заслуги в области кинематографии.
- 1993 — Орден За заслуги Всемирного совета по образованию.
- 1995 — Орден За заслуги перед Габриэлой Мистраль с вручением почётного звания великого офицера за заслуги в области кинематографии и театра.